# Брайтон (Теннессі)
Брайтон (англ. Brighton) — місто (англ. town) в США, в окрузі Тіптон штату Теннессі. Населення — 2888 осіб (2020).

## Географія
Брайтон розташований за координатами 35°28′54″ пн. ш. 89°44′1″ зх. д. / 35.48167° пн. ш. 89.73361° зх. д. (35.481593, -89.733710).  За даними Бюро перепису населення США в 2010 році місто мало площу 7,23 км², уся площа — суходіл.

## Демографія
Згідно з переписом 2010 року, у місті мешкало 2735 осіб у 898 домогосподарствах у складі 731 родини. Густота населення становила 378 осіб/км².  Було 948 помешкань (131/км²).
Расовий склад населення:
| - 80,8 % — білих - 15,6 % — чорних або афроамериканців - 0,6 % — азіатів - 0,4 % — корінних американців - 1,0 % — осіб інших рас |

До двох чи більше рас належало 1,6 %. Частка іспаномовних становила 2,3 % від усіх жителів.
За віковим діапазоном населення розподілялося таким чином: 34,2 % — особи молодші 18 років, 60,4 % — особи у віці 18—64 років, 5,4 % — особи у віці 65 років та старші. Медіана віку мешканця становила 29,2 року. На 100 осіб жіночої статі у місті припадало 90,9 чоловіків;  на 100 жінок у віці від 18 років та старших — 84,2 чоловіків також старших 18 років.
Середній дохід на одне домашнє господарство  становив 62 438 доларів США (медіана — 57 958), а середній дохід на одну сім'ю — 67 471 долар (медіана — 62 596). Медіана доходів становила 47 206 доларів для чоловіків та 32 331 долар для жінок. За межею бідності перебувало 12,2 % осіб, у тому числі 17,7 % дітей у віці до 18 років та 3,5 % осіб у віці 65 років та старших.
Цивільне працевлаштоване населення становило 1350 осіб. Основні галузі зайнятості: освіта, охорона здоров'я та соціальна допомога — 29,5 %, мистецтво, розваги та відпочинок — 13,2 %, виробництво — 12,4 %.